# Марія Фішер-Слиж
Марі́я Фі́шер-Слиж (англ. Maria Fischer-Slysh; нар. 13 вересня 1922, Коломия  — пом. 13 лютого 2012, Торонто) — лікарка-педіатриня, членкиня управи Українського лікарського товариства Північної Америки (УЛТПА) у Чикаґо, колишня голова УЛТПА в Торонто, членкиня управи Канадського товариства приятелів України, Ліги українських меценатів у Києві та Почесна членкиня Наукового товариства імені Шевченка у США. Була однією з тих, що ініціювали та підтримали в Україні ряд проєктів зі створення Канадсько-Українських бібліотечних центрів, розвитку скаутського руху, запровадження конкурсів рідної мови, стимулювання творчих вчителів-мовників, студентів, допомоги українській церкві.

## Життєпис

### Дитинство та юність
Марія Слиж народилася у релігійній, багатодітній сім'ї судді Адольфа і Ольги Слиж (з роду Жолкевич). Марія мала сестер Ярославу і Дарію та братів Антона й Володимира, їх дитинство пройшло на Львівщині в місті Белз.
В дитинстві Марію називали лагідно «Уся», дівчинка звикла до цього імені, звикли до нього рідні й знайомі, які так називали її і в дорослому житті. У 1933 родина Слижів переїхала до Львова, де Марія відвідувала Українську академічну гімназію. Потрапивши до «чорного списку» НКВД із окупацією Західної України, сім'я Слижів перебралась спочатку до польського міста Холм, там Марія здала в гімназії випускні іспити, а опісля — до Мюнхена.
Про ці часи писала вона сама:
|                                | Моя родина була у списку «ворогів народу». До нашої хати часто навідувався енкаведист, який випитував маму про наше життя, родину. До сьогодні пам'ятаю його вигляд: високий, худий, похмурий. Десь на весну нам загрожувало вивезення. Родина розбіглася: батьки і наймолодший брат виїхали в село, до родини. Нас, три сестри, притулилися в гуртожитку колишньої школи сестер Василіянок по вул.Потоцького, 95. |
| — Із спогадів Марії Фішер-Слиж | |

Наприкінці Другої світової війни родина Слижів опинилася в Німеччині у таборі переміщених осіб, де Марія займалася вивченням іноземних мов та підвищенням рівня освіти. У 1949 Марія закінчила в Мюнхені медичний факультет Університету Людвіка Максиміліана, завершивши навчання у 1950 дисертацією «Про наявність туберкульозу в лімфатичних залозах легенів за відсутності туберкульозу легенів».

### В Північній Америці

Рудольф Фішер і Марія Фішер-Слиж, 1959 р.

Того ж року сім'я виїхала в США, де Марія набувала лікарського досвіду в лікарнях у Брукліні (Нью-Йорк) та, склавши екзамени в 1954, отримала ліцензію на лікарську практику в штаті Іллінойс. Незабаром відбулось підвищення кваліфікацій й складання екзаменів перед Національним об'єднанням медичних екзаменаторів: у 1960 — по педіатрії, у 1962 — для зарубіжних лікарів, медіспити штату Нью-Йорк. Марія Фішер-Слиж написала ряд наукових праць та статей на медичні теми. У 1959 Марія одружилася із Рудольфом Фішером, який закінчив медичні студії в Берліні та служив військовим лікарем при Вермахті на Західному і Східному фронтах. Згодом в містечку Канкакі, яке розташоване за 60 км від Чикаго, відкрила приватну практику, де попрацювала 31 рік. У 1982 році помер її чоловік — Рудольф Фішер. Пізніше вона згадає:
|                                | Кажуть, щоб жінка була щасливою, вона повинна кохати і бути коханою. Мені пощастило, бо я зустріла дивовижного чоловіка, який став у моєму житті всім — захистом, розрадою, спокоєм душевним, порадником... Не кожній жінці так щастить. Це тривало 32 роки. Від нашого знайомства у 1950 до смерті мого чоловіка у 1982. Але коли я пригадую наше життя, то розумію, що якби ми не зустрілися, то я була би інакшою. Кохання дає щедрість душевну, бажання поділитися... |
| — Із спогадів Марії Фішер-Слиж | |

## Діяльність Марії Фішер-Слиж

### Громадська діяльність у Канаді
Після смерті чоловіка докторка Фішер-Слиж переїхала до Канади й поселилася у місті Торонто, беручи активну участь у житті української громади. Вона стала членкинею ради правління Українського медичного товариства Північної Америки (УМТПА), головою Товариства приятелів академічної гімназії в діаспорі та членкинею ради Канадського товариства приятелів України. Будучи ще з 1947 членом «Пласту», фінансово підтримувала з Канади пластові організації у Києві, Львові, Сімферополі, за цю діяльність її нагородили срібною відзнакою св. Юрія. Незабаром вона стає членкинею Наукового товариства ім. Шевченка та Ліґи українських меценатів. У 2002 році, вже як меценатка, відвідала в Чернігові Центральну міську бібліотеку ім. Михайла Коцюбинського та Українсько-канадський центр.

### Меценатська діяльність в Україні
Марію Фішер-Слиж знають в Україні як щедру меценатку, яка, після того, як Україна стала незалежною, постачала кошти на українські наукові проєкти. Про ці події вона писала:
|                                | Здобуття Україною незалежності я сприйняла як особисте щастя. У неї вірилося і не вірилося, адже ми так довго цього чекали. Я їхала тоді вперше до України з великим хвилюванням: яка вона, моя Батьківщина? Які в ній люди? Як зустрінуть мене? Радянська влада зробила свою справу — у містах люди здебільшого розмовляли російською мовою, і це чи не найбільше вразило і засмутило. Але мені пощастило познайомитися і зі справжніми патріотами, людьми, які щиро хочуть добра для України. |
| — Із спогадів Марії Фішер-Слиж | |

Меценатка стала спонсоркою київських журналів «Смолоскип», «Всесвіт», «Соняшник», а також видань «Сіверщина» (Чернігів), «Лікарський збірник НТШ» (Львів); вкладала кошти у археологічні розкопки в Батурині; надавала допомогу школам у Львові, Севастополі, Феодосії; очолювала комітет Академічної гімназії (Львів) у діаспорі; фінансувала літературний конкурс «Ми діти твої, Україно» (Сімферополь). Вона часто дописувала до газет і журналів, друкувалася в українських та діаспорних виданнях.[джерело?]

### Канадсько-українські бібліотечні центри
Марія Фішер-Слиж в рамках спеціальної програми «Товариства приятелів України» сприяла розвитку Канадсько-українських бібліотечних центрів в Україні: Луганську, Донецьку, Харкові, Севастополі, Сімферополі, Одесі, Чернігові, Сумах, Дніпропетровську, Маріуполі та Полтаві. Марія Фішер-Слиж організувала доставку з Канади в Україну і безкоштовну передачу тисяч українських книг і журналів, здебільшого, таких, що не видавалися в Україні і були невідомі широкому читацькому загалу. Все це було безкоштовно передано центрам. Вона була особисто присутньою на відкритті ряду Центрів, а потім протягом багатьох років їх відвідувала. Зокрема, до Чернігова Марія приїжджала зі ще одним активістом української громади Канади Степаном Горлачем, який опікувався програмою відкриття Бібліотечних Центрів від 1990-х років.
У Севастополі бібліотеку відкрили в грудні 1998 р., її фундатором була Марія Фішер-Слиж. Початком бібліотечного фонду стали 147 ящиків з 12 тисячами книг та періодичних видань українською та англійською мовами з історії, літератури, економіки, політології. Про важливість такого почину свідчили привітання від прем'єр-міністра Канади Жана Кретьєна, від керівників Української католицької церкви та Української православної церкви Київського патріархату, від голови Товариства приятелів України Богдана Винницького та Представника Президента України в Криму Василя Кисельова.

### Допомога Українському католицькому університету у Львові
У 2009 році докторка Фішер-Слиж зробила внесок Українському католицькому університету у Львові у розмірі одного мільйона доларів, переслідуючи мету навчати й духовно розвивати провідників української нації для служіння в Україні та за її межами. Тим вона стала найбільшою особистою в Канаді меценаткою цього університету.
У знак вдячності дві кафедри університету носять імена Марії Фішер-Слиж та її чоловіка Рудольфа Фішера. Подарунок меценатки уможливив підтримку інтелектуальної й дослідницької праці професорів цих кафедр, зокрема запровадження нових програм із метою підготовки професійних богословів, істориків, соціальних педагогів, катехитів та викладачів християнської етики.
Докторка Фішер-Слиж констатувала:
|  | Без посвяти справі виховання Україна не здобуде нічого. І саме тому Український Католицький Університет є важливий, бо він своїм завданням має виховати добрих священиків, свідомих українських патріотів, людей чесних, працьовитих, відданих Церкві й народові. |

УКУ також співпрацює з КІУСом у рамках Програми вивчення модерної української історії й суспільства ім. Петра Яцика.
21 січня 2011 року в Українському католицькому університеті у рамках з'їзду представників Фундацій УКУ (англ. World Fundraising Summit) із США та Канади відбулось освячення іменної таблиці докторки Марії Фішер-Слиж, як знак вдячності за ґрунтовну підтримку.

### Програма «Проєкт Крим»

Зліва направо: Микола Владзімірський, Марія Фішер-Слиж, редактор газети «Кримська світлиця» Віктор Качула.

Складна державотворча проблема в Криму спонукала у 1997 році Канадське товариство приятелів України започаткувати програму «Проєкт Крим», спрямовану на формування в молоді української ідентичності та підняття престижу українства. У рамках проєкту проводиться літературний конкурс «Ми діти твої, Україно!»: молоді літератори надсилають свої твори до Сімферополя, оцінювання проходить у категоріях — проза, поезія, публіцистика, а вручення нагород відбувається на телевізійній програмі «Наша хата». Меценатом конкурсу була Марія Фішер-Слиж, яка своїми коштами видавала книги з творами переможців.
Крім того, на сайті «Українське життя в Севастополі», створеним М. І. Владзімірським, сформовано українську онлайн бібліотеку, яку морально та матеріально підтримувала доктор Марія Фішер-Слиж.

### Конкурс «Змагаймось за нове життя!»
З вересня 2004 року в Україні щороку проходить Всекримський конкурс учнівської та студентської творчості «Змагаймось за нове життя!». Конкурс організовано 
|  | ...з метою сприяння глибшому ознайомленню молоді зі спадщиною великої української поетеси Лесі Українки; спонукання осмислення державотворчих зусиль українського народу та його перспектив; виховання почуття патріотизму, національної гідності та особистісної відповідальності за прийдешнє нашої Батьківщини. |

Конкурс для учнів та студентів проводиться на добровільних засадах і проходить у таких номінаціях:
- написання твору за творчістю Лесі Українки;
- декламація віршів поетеси;
- інсценізація;
- написання наукових робіт.

Підбиття підсумків І конкурсу пройшло в Музеї Лесі Українки у Ялті, де переможців нагородили дипломами та цінними призами.
У III — VII конкурсах брала участь обдарована молодь не тільки з Криму, але й з Києва, Одеси, Тернопільської та Львівської областей. З кінцем 2011 року стартував уже VIII Всекримський конкурс учнівської та студентської творчості «Змагаймось за нове життя!». Підсумки конкурсу підводились 4 березня 2012 року.
До конкурсних завдань долучено «аудіовізуальний твір» (теле- і радіопередачі, телефільми, радіопостановки, відеопрезентації).
Учасники були нагороджені Подякою від імені Постійного Представника Президента України у АР Крим, Інституту інноваційних технологій та змісту освіти МОНМіС України.

### Англомовний переклад історії М. Грушевського
У серпні 2009 доктор Марія Фішер-Слиж спонсорувала сумою 100 000 доларів видання 9-го тому, книги 2, частини 2, «Історії України-Руси» Михайла Грушевського, яка присвячена останньому періоду гетьманства Богдана Хмельницького. Том видано у пам'ять її батьків: доктора Адольфа та Ольги Слиж. Переклад здійснила Марта Олійник. У 2010 році видавництво КІУСу презентувало видання у Торонто в Галерії КУМФ. На зібранні відзначили роль Марії Фішер-Слиж в даному проєкті.

### Розкопки Батурина
У 1995—1997 археологи й студенти державного університету м. Чернігова розпочали розкопки в колишній столиці Гетьманської держави Батурині. Зробивши ряд відкриттів, через брак коштів дослідження припинили. У 2001 розкопки відновили українські та канадські археологи. Спонсорами стали ряд українських благодійних організацій, установ і приватних жертводавців у Канаді — серед яких була і Марія Фішер-Слиж, котра не тільки фінансувала цю справу, а брала у розкопках безпосередню участь. Завдяки розкопкам знайдено ряд цікавих археологічних знахідок, а матеріали розкопок узагальнено в збірнику наукових статей «Батуринська старовина». Спонсором цього видання, серед інших меценатів, стала і Марія Фішер-Слиж.

### Педагогічна Премія імені Марії Фішер-Слиж
В Україні засновано Педагогічну Премію ім. Марії Фішер-Слиж, яка налічує кілька десятків стипендіатів — найкращих учителів української мови й літератури.

### Посмертне вшанування
Померла Марія Фішер-Слиж 13 лютого 2012 і, згідно з її волею, її поховано поряд з чоловіком на українському цвинтарі в Саут-Баунд-Бруку в США.
Ряд українських спільнот, які знайомі з її меценатською діяльністю, відгукнулись зі словами поваги та вдячності. У своєму зверненні до родини доктор Борис Ґудзяк, ректор Українського Католицького Університету відзначив[відсутнє в джерелі]:
|  | Любов до свого краю доктор Марія Фішер-Слиж засвідчувала конкретним прикладом, підтримуючи, як меценат, розвиток української освіти, науки та культури. Для багатьох інституцій та проєктів — як у діяспорі, так і в Україні — Покійна була серед найповажніших жертводавців. Зокрема, хочу висловити свою вдячність від імені спільноти Українського Католицького Університету за княжий дар на розвиток богослов’я в Україні. |

## Нагороди
- 2002 року  нагороджена Міжнародною літературною премією «Тріумф» (31 травня 2002 року)[24].
- 2009 року  нагороджена орденом княгині Ольги ІІІ ступеня (Указ Президента України від 20 серпня 2009 р. № 657).[25]